# Liste der Ehrenbürger von Potsdam
Die Stadt Potsdam hat folgenden Personen das Ehrenbürgerrecht verliehen.

## Ehrenbürger von Potsdam
Die Auflistung erfolgt chronologisch nach Verleihungsjahr.

### 19. Jahrhundert
- 1822: Deesen, Verwalter (Kastellan) des Königlichen Schauspielhauses, Verleihung am 4. Dezember, anlässlich seines 50-jährigen Dienstjubiläums[1]
- 1833: Jacob Bogislaw von Puttkamer, am 1. September 1817 Ernennung zum Kommandanten von Potsdam, Generalmajor[2]
- 1834: Decker, Justizrat[3]
- 1835: Friedrich Magnus von Bassewitz, Ober-Präsident der Provinz Brandenburg, Chef-Präsident der Regierung[4]
- 1838: Friedrich von Ribbentrop, Chefpräsident der Königl. Ober-Rechnungskammer, vorm. Generalintendant der Preuß. Armee
- 1839: Wilhelm von Türk, Regierungs- und Schulrat
- 1840: Julius August Flesche (1772–1844), Polizeidirektor, Mitglied der Luisenstiftung und Deputierter der Märkischen Ökonomischen Gesellschaft[5][6]
- 1843: Karl von Prittwitz (1790–1871), Kommandierender des 1. Garderegiments z. F.[7] preußischer Obrist u. Generalmajor, später General der Infanterie
- 1844: Rulemann Friedrich Eylert, Doktor der Theologie, Bischof, Hof- und Garnisonsprediger, Mitglied des Staatsrates und des Ministeriums für Geistliche u. a. Angelegenheiten, Inspektor des Prediger-Witwenhauses[8]
- 1845: Wilhelm Ludwig Viktor Henckel von Donnersmarck, Generalleutnant
- 1849: Alexander von Humboldt,[9] Wissenschaftler; Verleihung der Ehrenbürgerwürde anlässlich seines 80. Geburtstages[10]
- 1856: Friedrich von Wrangel, Generalfeldmarschall
- 1863: Heinrich Eltester, Prediger in Potsdam[11]
- 1863: Peter Joseph Lenné,[12] Generalgartendirektor (die Originalurkunde lautet fälschlicherweise auf den Namen Peter Paul Lenné)
- 1877: Herter, Stadtverordnetenvorsteher und Regierungsrat
- 1877: Heinrich Ludwig Wilhelm Gobbin (1798–1885), Regierungsrat und Bürgermeister[13][14]
- 1878: August Bertheau,[15] Tabakshändler, Zigarrenfabrikant und Stadtverordneter sowie später Rentier[16]
- 1890: Karl Ewald von Stünzner, Chefpräsident der Oberrechnungskammer und des Rechnungshofs des Deutschen Reiches
- 1891: Hermann von Helmholtz, Naturforscher, Professor und Mitglied der Akademie der Wissenschaften; Präsident der Physikalisch-Technischen Reichsanstalt in Charlottenburg[17]
- 1896: Ludwig Adolf Wiese, Oberregierungsrat[18][19]
- 1897: Reinhold Boie, Oberbürgermeister[20]
- 1898: Ferdinand Koeppen, Bäckermeister und Stadtverordneter[21]

### 20. Jahrhundert
- 1901: August Heinrich Pusch, Hofbuchhändler, Stadtverordnetenvorsteher[22]
- 1905: Theobald von Bethmann Hollweg, Oberpräsident der Provinz Brandenburg[23]
- 1906: Bernhard Rogge, Garnisonspfarrer und Feldgeistlicher[24]
- 1913: August Graf zu Eulenburg, Oberhof- und Hausmarschall[25]
- 1921: Hermann Bolle, Hofmaurermeister
- 1927: Theodor Hoppe, Pfarrer, Vorsteher des Oberlin-Hauses (1927 Ehrenbürger von Nowawes, 1996 durch Beschluss der Stadtverordnetenversammlung auch von Potsdam)
- 1933: Felix Rosbund, Stadtverordnetenvorsteher (von 1919 bis 1933), Rechtsanwalt und Notar[26]
- 1955: Willy Kurth,[27] Kunsthistoriker
- 1955: Max Volmer,[28] Physikochemiker
- 1959: Karl Foerster,[29] Gärtner und Gartenschriftsteller
- 1959: Otto Meier,[30] Politiker (SPD/SED), Landtagspräsident des Landes Brandenburg (in der SBZ/DDR)
- 1960: W. C. Aktschurin, sowjetischer Gardeoberst
- 1960: Hans Marchwitza,[31] Schriftsteller
- 1965: Jewgenij Fjodorowitsch Ludschuweit,[32] Garde-Oberstleutnant der Sowjetarmee
- 1965: Otto Nagel,[33] Maler
- 1970: Werner Nerlich,[34] Maler und Grafiker
- 1973: Wassili M. Scharow,[35] Generalmajor, ehemaliger Chef der Sowjetischen Militäradministration für das Land Brandenburg[36]
- 1973: Fritz Neidhardt
- 1991: Friedrich Mielke,[37] Denkmalpfleger, Kunsthistoriker, Architekt und Pädagoge

### 21. Jahrhundert
- 2001: Hans-Joachim Giersberg[38]
- 2003: Siegward Sprotte
- 2017: Hasso Plattner
- 2018: Helga Schütz[39]

## Aberkennung der Ehrenbürger-Würde
Aus der Liste der Potsdamer Ehrenbürger wurden gestrichen:
- Adolf Hitler,[40]
- Hermann Göring[41]
- Wilhelm Frick[42][43]
- Joseph Goebbels[44]
- Paul von Hindenburg, Generalfeldmarschall und Reichspräsident[45]

## Weblink
- Potsdamer Ehrenbürger. In: Landeshauptstadt Potsdam.